# خانه خاندان آقا جانی
خانه خاندان آقاجانی مربوط به دوره قاجار است و در شهرستان طوالش، بخش کرگانرود، روستای سیاه جعفر واقع شده و این اثر در تاریخ ۱۱ مهر ۱۳۸۳ با شمارهٔ ثبت ۱۱۱۴۴ به‌عنوان یکی از آثار ملی ایران به ثبت رسیده است.